# 岩永忠康
岩永 忠康（いわなが ただやす、1947年 - ）は、日本の経済学者。専攻は商業論、マーケティング、流通政策。中村学園大学流通科学部特任教授・博士（商学、福岡大学）。佐賀大学名誉教授。
長崎県出身。1969年、福岡大学商学部商学科卒、商学士。1979年、福岡大学大学院商学研究科博士課程単位取得満期退学。1986年、第一経済大学経済学部専任講師、1994年同助教授、佐賀大学経済学部教授を歴任。
所属する学会は日本流通学会、日本商業学会、日本消費経済学会など。日本型流通システム研究の一環として現代日本の流通政策を主な研究対象としている。